# Parangu
Parangu ist ein Verwaltungsbezirk (Ward) des Distrikts Songea in der tansanischen Region Ruvuma.

## Geografie
Parangu liegt im Südwesten von Tansania, etwa 20 Kilometer Luftlinie nordwestlich der Regionshauptstadt Songea. Der Bezirk grenzt im Norden an Mkongotema, im Osten an Mpandangindo, im Süden an Lilambo und im Westen an Peramiho, Maposeni und Kilagano. Bei der Volkszählung 2022 lebten 4886 Menschen in 1158 Haushalten auf einer Fläche von 220 Quadratkilometern.

## Gliederung
Der Bezirk besteht aus drei Gemeinden (Mtaa) mit 22 Orten (Kitongoji):
| Parangu - Parangu A - Nandutu - Magigi - Nazareti - Chemchem - Mtaa Wa Shule - Liheula Juu - Liheula Chini - Liheula Kati - Mianzini | Litowa - Litowa A - Litowa B - Litowa C - Tangini A - Tangini B - Goliama A - Golimam B - Madamba | Chiwurungi - Shuleni - Madamba A - Mjimwema - Madamba B |

## Wirtschaft und Infrastruktur
- Bildung: Im Bezirk gibt es keine weiterführende Schule.[8]
- Gesundheit: In den Gemeinden Parangu und Litowa liegt je eine staatliche Apotheke.[9][10]